# Głos Drohobycko-Borysławski
Głos Drohobycko-Borysławski – polski tygodnik wydawany w Drohobyczu w II Rzeczypospolitej.
„Głos Drohobycko-Borysławsko-Samborski”, mający podtytuł bezpartyjny tygodnik informacyjny, działał w latach 1926, 1927, 1928, 1929, obejmował trzy miasta: Drohobycz, Borysław i Sambor, w drugim roku istnienia w 1927 redakcja mieściła się przy ul. Rynek 16 w Drohobyczu. Wówczas redaktorem pisma był M. Tannenbaum, tygodnik liczył sześć strony i był drukowany w drukarni „SWYPA” i był wydawany w Drohobyczu. W latach 1930, 1931, 1932 istniał „Głos Drohobycko-Borysławsko-Samborsko-Stryjski”, mając zasięg także na miasto Stryj (podtytuł: niezależny organ Podkarpacia). W 1933 i w 1934 był wydawany „Głos Drohobycko-Borysławski” (podtytuł: bezpartyjne czasopismo informacyjne, później tygodnik bezpartyjny. Ostatni numer czasopisma ukazał się 1 kwietnia 1934 (redakcja działała wówczas przy ul. Kowalskiej 11 w Drohobyczu, funkcjonował również oddział w Borysławiu). W opublikowanym wówczas oświadczeniu podano, że Sąd Okręgowy w Samborze zatwierdził zarządzoną przez prokuratora konfiskatę numeru 3 tygodnika z 3 lutego 1934, orzekając że osnowa artykułu w tym wydaniu pt. Niezrozumiałe zarządzenia w Sądzie zawierają znamiona występku z art. 127 i zakazał dalszego rozpowszechniania tego numeru czasopisma, polecając jednocześnie redaktorowi naczelnemu umieszczenie tego postanowienia w najbliższym numerze na pierwszej stronie bez uzasadnienia. Do tego czasu tygodnik był wydawany w Drohobyczu, liczył sześć stron, redaktorem pozostawał M. Tannenbaum, a druk wykonywały Zakłady Graficzne „Drukarz” w Drohobyczu.